# Selachimorpha
Los selaquimorfos o selacimorfos (Selachimorpha, gr. «con forma de tiburón») son un superorden de condrictios (peces cartilaginosos) conocidos comúnmente con el nombre de tiburones o escualos. Algunos grandes escualos, como el tiburón blanco y el toro, son conocidos en algunas regiones con el nombre de jaquetones.
Se caracterizan por ser grandes depredadores, tener esqueleto cartilaginoso y (generalmente) boca ventral. Los tiburones incluyen desde especies pequeñas de las profundidades marinas, hasta el tiburón ballena, el mayor de los peces, el cual se cree puede llegar a medir una longitud de 17 m y se alimenta únicamente de plancton. El tiburón toro puede desplazarse a agua dulce y algunos ataques de tiburones han ocurrido en ríos. Algunas de las especies mayores, en especial el tiburón mako y el tiburón blanco, son endotermos parciales, capaces de mantener parcialmente su temperatura corporal por encima de la que tiene el medio acuático en el que viven. De las más de 375 especies de tiburones encontradas en los océanos del mundo, las especies responsables de la mayoría de los ataques a humanos sin mediar provocación son el tiburón blanco, el tiburón tigre y el tiburón toro.
El tiburón ballena puede llegar a pesar unas 21,5 toneladas y medir hasta 12,6 metros.

## Etimología
Desde un punto de vista etimológico, los signos lingüísticos a los que se les ha dado el significado reconocible con la criatura marina remiten a contenidos de maldad o despectivos.
La voz española tiburón es, a juicio de la mayoría de los filólogos, de estirpe americana, tomada directamente del idioma taíno, la lengua de los primeros indígenas del Caribe que entraron en contacto con los colonizadores españoles. Recordaba Luis Español que Cristóbal Colón reflejó el término «tiburón» en su perdido diario -si hemos de creer la versión lascasiana de dicho diario- en fecha tan temprana como el 25 de enero de 1493.
El vocablo inglés shark parece haber sido introducido por el capitán sir John Hawkins tras la expedición en la que capturaron a un escualo, exhibido en Londres en 1569. Shark, a su vez, deriva de la palabra germana schurk o schurke, que se refería a un villano o individuo poco recomendable, utilizándose desde tiempos isabelinos para enfatizar el peligro de algún objeto o situación. Hay quien afirma que el vocablo francés réquin deriva de requiem, palabra asociada con la muerte, aunque autores como Paul Budker afirma en su libro The Life of the Sharks que este vocablo galo puede ser una modificación de otro, como chien (en español, perro), algo que se explica por la antigua denominación de peces-perro que se aplicaba a los tiburones.
El sentido peyorativo del término ha pasado a la época contemporánea, ya que se emplea, por ejemplo, la locución tiburón de finanzas para hacer referencia a ejecutivos sin escrúpulos o profesionales especialmente trepas y devoradores laborales de compañeros.

## Anatomía

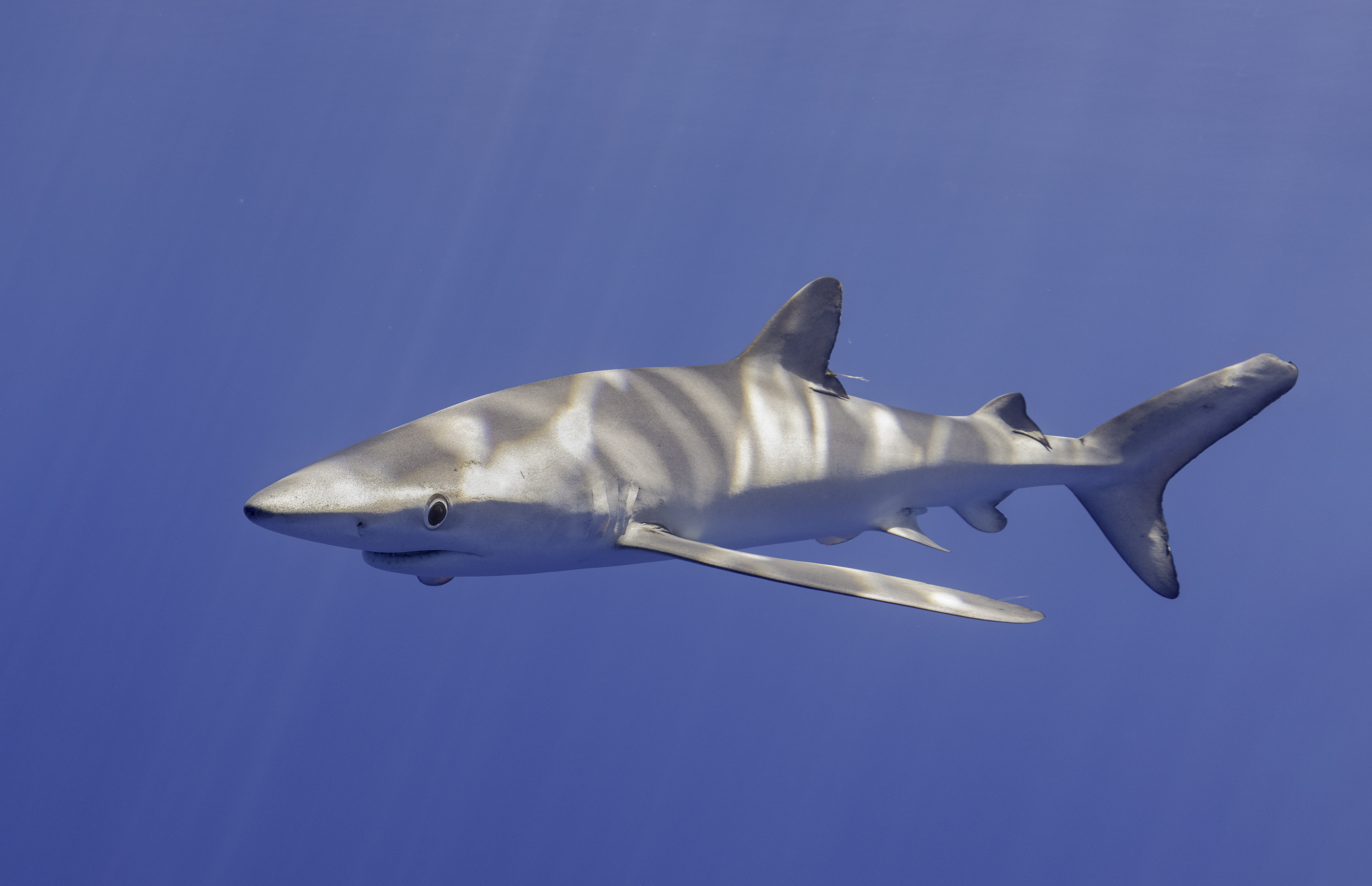
Ejemplar de tiburón azul (Prionace glauca).

Los tiburones son condrictios, o sea, peces cartilaginosos; es decir, su esqueleto está hecho de cartílago en vez de hueso.
La piel de los tiburones está formada por una especie de escamas conocidas como dentículos dérmicos. Otra función de esta piel tan específica es la de actuar como un silenciador, ya que el agua se distribuye hacia dentro de las hendiduras y no hacia afuera, limitando la fricción contra el agua, mejorando la movilidad y velocidad y, además, haciendo que el desplazamiento sea mucho más silencioso.
Una de las más destacadas características del tiburón es su dentadura, muy diferente según las especies. El famoso diente triangular caracteriza sobre todo al Carcharodon carcharias o tiburón blanco, mientras que otras especies como el tiburón tigre (Galeocerdo cuvier) o el mako (Isurus oxyrinchus) presenta tipos diferentes dentaduras, aserradas en el primer caso y delgadas e incisivas en el segundo. Todas las especies de escualos tienen varias hileras de dientes, permaneciendo algunas invisibles para ser utilizadas solamente en el momento del ataque (algo bastante perceptible en el tiburón blanco). Del mismo modo, los tiburones sustituyen las piezas caídas inmediatamente, mudando las dentaduras de modo automático casi semanalmente los jóvenes y mensualmente los adultos.
Los poros del tiburón le permiten detectar pequeños impulsos eléctricos, lo que facilita atrapar a las presas.

## Fisiología
Los tiburones presentan de cinco a siete pares de branquias, normalmente localizadas a los lados de la cabeza. El hígado es bilobulado, y representa hasta el 30% del peso corporal.
Más allá de los datos legendarios, mitológicos o de las primeras aproximaciones científicas al mundo de los escualos, estos singulares animales han ido configurándose como máquinas biológicas perfectas preparadas para ocupar lo más alto de la pirámide de las especies marinas. Su longevidad es un hecho, hablándose de una esperanza de vida de treinta años para muchas especies y pudiendo llegar algunos ejemplares a vivir varios cientos de años gracias, sobre todo, a su impresionante sistema inmunológico, muy investigado últimamente en relación con los tratamientos de enfermedades como el cáncer o el sida.

## Sentidos
A partir de una evolución de los oídos, los tiburones, como otros peces, poseen una línea lateral a cada costado de su cuerpo que le permite detectar cambios de presión y movimientos en el agua; como otros elasmobranquios también poseen en su morro ampollas de Lorenzini: órganos sensibles a los campos eléctricos (en especial a los pequeños campos eléctricos generados por otros seres vivos en el agua) tal sensibilidad a los campos eléctricos parece especialmente desarrollada en los tiburones martillo. Los ojos de los tiburones tienen al parecer una excelente visión potenciando la capacidad de ver en condiciones de poca luz (por ejemplo al cazar en cuevas o durante la noche o a grandes profundidades) merced a que tras la retina poseen un tapetum lucidum. Sin embargo, estudios recientes indican que su visión sería monocromática al tener un único tipo de conos o incluso carecer de ellos algunas especies. Se considera que poseen también muy desarrollados los sentidos del olfato y del gusto (lo que les permitiría, a partir de pocas moléculas, oler y saber la presencia de potenciales presas a bastante distancia).

### ¿Huelen la sangre?
Los tiburones no suelen atacar a los humanos cuando detectan sangre en el agua. Los humanos no forman parte de su dieta natural. Según Gádor Muntaner, experta en el tema, "los tiburones no son atraídos por la sangre humana de la misma manera que lo son por la sangre de pescado". Es posible que, en casos de sangrado abundante, se acerquen por curiosidad, pero esto no ocurre específicamente con la menstruación de las mujeres, como a menudo se cree. Además, los tiburones también tienen papilas gustativas que les permiten diferenciar sabores y seleccionar su alimento de acuerdo a sus preferencias.

## Reproducción
La mayoría de los peces óseos producen gran cantidad de huevos pequeños que se ponen en el agua, donde son fecundados externamente por los espermatozoides liberados por los machos. Este es un proceso en el que se produce un gran despilfarro; la mortalidad inicial entre los huevos y larvas desprotegidos es enorme y las tasas de supervivencia son función de las condiciones ambientales. Los tiburones han optado por una estrategia reproductiva diferente: los huevos se fecundan internamente y se invierte más energía en producir menos crías pero más protegidas.
Los métodos de reproducción de los tiburones van desde las formas ovíparas que ponen los huevos grandes y bien protegidos, hasta las especies ovovivíparas que dan a luz crías vivas que se han nutrido a través de una placenta de manera análoga a los mamíferos.

### Órganos reproductores masculinos
Los tiburones machos tienen un par de pterigopodios o gonapterigios, órganos cilíndricos peneanos formados a partir de una modificación de las aletas pélvicas. En los machos inmaduros los pterigopodios son cortos y blandos, pero en un individuo sexualmente maduro son largos y rígidos a causa de la calcificación. Durante la cópula el macho introduce uno de ellos en la abertura genital de la hembra y, en algunas especies, como el tiburón traza, el extremo se abre, fijando el pterigopodio y manteniendo el oviducto abierto para facilitar el paso de los espermatozoides; estos salen por el poro genital del macho y son conducidos por un canal presente a lo largo del feripodio; asociados a este último hay dos sacos musculares dirigidos hacia delante bajo la piel del vientre; antes de la cópula éstos se llenan de agua, la cual es expulsada después para que arrastre el semen desde el pterigopodio hasta el oviducto de la hembra. Los espermatozoides se producen en testículos pares y se almacenan ya sea en los espermiductos o bien en sacos espermáticos accesorios. En algunas especies, como la tintorera, los espermatozoides se empaquetan en cápsulas protectoras llamadas espermatóforos.

### Apareamiento
El apareamiento en especies pequeñas y flexibles como la pintarroja se consigue enroscándose el macho en torno a la hembra. En especies mayores y más rígidas, como el jaquetón y el marrajo, el macho y la hembra se orientan paralelamente cabeza con cabeza. Cualquiera que sea el método, el feripodio gira hacia delante antes de la inserción.
En ciertas especies puede observarse «mordiscos de amor» o cicatrices producto del apareamiento; dentelladas, cortes y marcas semicirculares de las mandíbulas en los flancos, el dorso, aletas pectorales y encima de las branquias. Los mordiscos del macho sirven para estimular a la hembra para la cópula y en algunas especies para sujetarse a la aleta pectoral de la hembra durante el acoplamiento. Aunque en ese momento la acción de morder del macho está inhibida, aún puede causar heridas.
El apareamiento se produce normalmente un mes antes de la ovulación; durante ese tiempo los espermatozoides se almacenan en la glándula de la cáscara de la hembra: en algunas especies como la tintorera los espermatozoides se mantienen en estado viable durante un año o más. Los óvulos se producen o bien en cualquiera de los dos ovarios de la hembra (por ejemplo en el caso de la mielga) o bien en un único ovario funcional: el derecho (en el caso de los peces martillo y carcarrinidos). Los óvulos miden unos cinco milímetros de diámetro en estado de reposo, pero aumentan a los treinta o cuarenta en el momento de la ovulación cuando abandonan el ovario y son conducidos por los oviductos hasta la glándula de la cáscara, donde se almacenan los espermatozoides y la fecundación tiene lugar. La glándula de la cáscara también segrega el recubrimiento del huevo: una cápsula resistente de tipo córneo en las formas ovíparas y una fina membrana parecida al celofán en las especies vivíparas. Pueden tener hasta 100 crías por camada.

### Gestación
Nunca se han hallado hembras gestantes del mayor tiburón viviente. Su método de reproducción es desconocido; se ha hallado una única cápsula del huevo de treinta por catorce centímetros, pero era tan inusualmente delgada que no está claro si el tiburón ballena es ovíparo o se trata de un huevo abortado y la especie es vivípara.
Uno de los grandes enigmas era su tipo de reproducción que se ignoraba totalmente. El dilema se resolvió hace poco tiempo cuando un grupo de científicos en Taiwán, encabezados por la Dra. Eugenie Clark, pudieron observar a una hembra de 12 metros de largo que había sido arponeada por un pescador local. La sorpresa resultó mayúscula cuando, en dos úteros gemelos, fueron hallados 300 embriones de entre 40 y 63 centímetros de largo. Quince de ellos aún estaban vivos al momento del examen.
Las especies ovíparas (sobre todo las pintarrojas, los tiburones alfombra y los tiburones de Port Jackson o suños) depositan los huevos sobre el fondo, donde los embriones se desarrollan nutriéndose del vitelo contenido en el huevo. En un principio, la bola vitelina del extremo del cordón sirve para alimentar por sí misma al embrión mientras se desarrollan las expansiones de contacto. Una vez formadas, se unen a las expansiones de contacto, se unen a las del útero y empiezan a absorber material nutriente de la madre; en este momento la bola aún contiene algo de yema y por tanto la placenta tiene doble función; aportar alimento vía sanguínea y por ósmosis.
Cuando el material vitelino desaparece de la bola, la placenta se complica hasta cinco grados, según el número de membranas interpuestas entre la sangre de la madre y el embrión. La más permeable de todas las membranas, es la epiteliocorial seguida de la sindesmocorial, endoterialcorial, hemocorial y hemoendotelial.
El cordón umbilical está constituido por tres vasos: arterial y vena umbilical o vitelina, y entre ambas el canal vitelino. El cordón puede ser de dos maneras: liso, como en Carcharhinus y Mustelus (jaquetones y musolas), festoneado, como en Sphyrna (martillos, Scoliodon y Paragaleus (carcarrínidos).
El paso de las sustancias alimenticias de la madre a embrión, puede producirse de dos maneras; la primera se da en tiburones con cordón liso y se denominan hemotrófica, pues la sustancia alimenticias pasan disueltas en el plasma sanguíneo a través de la placenta. La segunda, es propia de los ejemplares con cordón festoneado, y se llama embriotrófica o histotrófica. En este caso, el alimento pasa a través del canal alimenticio. Los embriones están inmersos en líquido intrauterino, rico en sustancias nutritivas, agua y sales, llamado leche vitelina; estas sustancias son absorbidas directamente por el embrión, a través de la boca y los espiráculos (si los hay), y por las expansiones festoneadas del cordón, en el caso de los histotróficos.

#### Placentarios
La relación que se produce entre madre y embrión, es de tipo placentario, ya que realmente existe un intercambio sanguíneo en la zona de contacto; pero no hay que confundirlo con la placenta de un mamífero, pues en el caso de los tiburones no existen ni amnios ni alantoides, se trata, simplemente de un caso de convergencia evolutiva.
Normalmente los dos úteros son funcionales, sin que exista un reparto equitativo de embriones, ni segregación de sexos, al menos en las camadas del género Carcharhinus que se han examinado. En algunas especies las cápsulas del huevo son rectangulares y presentan zarcillos en cada esquina que les permite fijarse a las algas.

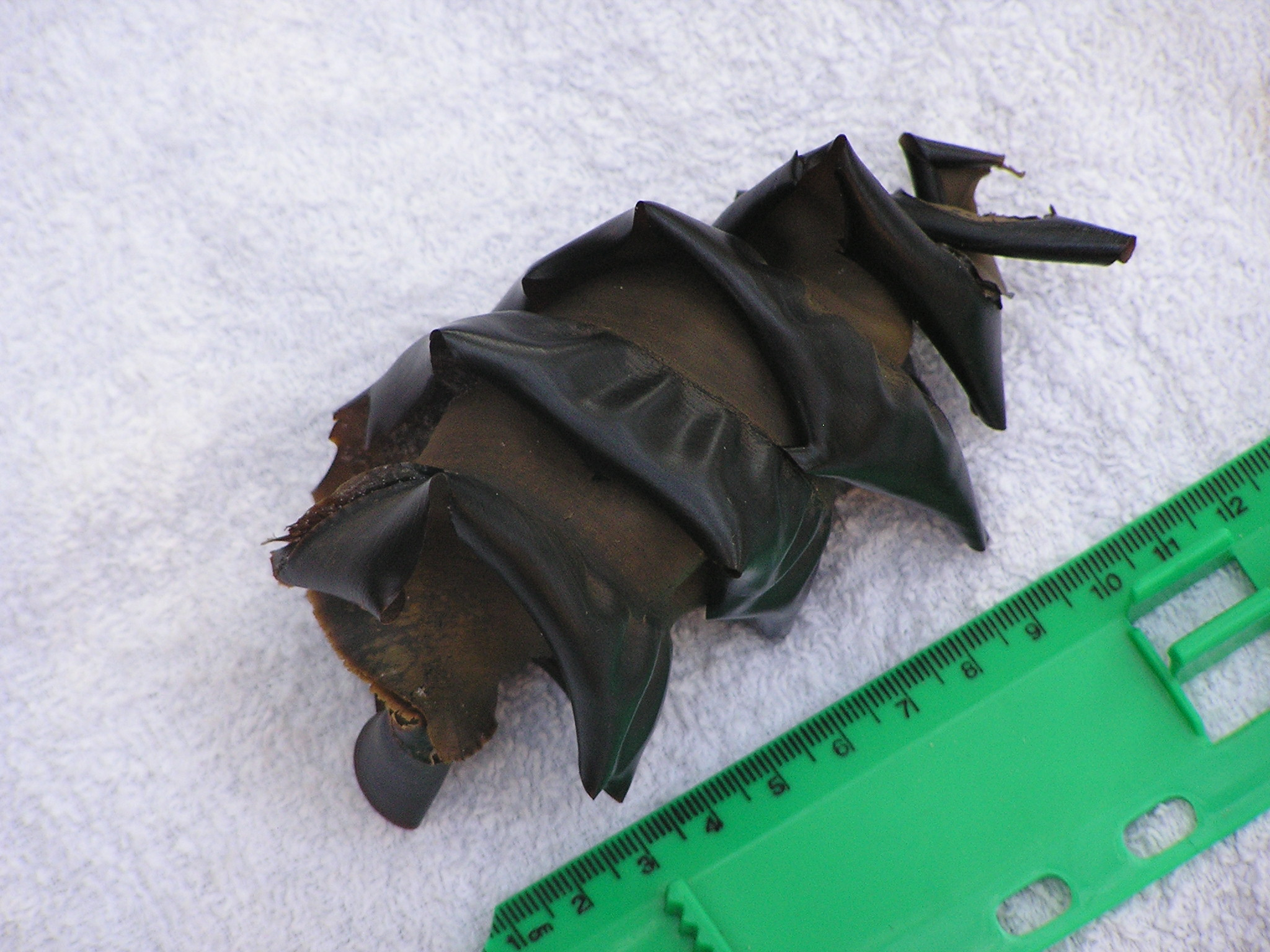
Huevo de tiburón. La forma helicoidal exterior ayuda a que la madre pueda fijarlo a las rocas.

La mayor parte de los suños tienen la cápsula del huevo con los bordes en espiral que sirven para encajarlos en las grietas de las rocas. Generalmente los huevos se ponen de dos en dos y en el caso de la pintarroja hasta un total de 20 a 25 cada año. El periodo de incubación acostumbra a durar varios meses. En cuanto a los tiburones vivíparos, hay que distinguir entre ellos en que el embrión se nutre exclusivamente de sus propias reservas de vitelo (ovovivíparos), como la mielga y aquellos otros en que recibe alimento directamente de la madre (vivíparos verdaderos). En el caso de la mielga se reúnen varios huevos fecundados en el útero mediante una fina membrana que los envuelve a todos. Al cabo de los seis meses la membrana se rompe y cada embrión se desarrolla en el huevo a costa del saco vitelino al que está unido; en el momento del nacimiento este saco se ha reabsorbido completamente entonces la madre expulsa unas diez crías de 25 cm después de 22 meses de gestación.
Es digno de resaltar que cuando un embrión muere, incluso habiendo alcanzado un alto grado de desarrollo, no provoca el aborto de la camada, sino que, que por algún mecanismo desconocido hasta hoy, se impide la putrefacción, hasta su posterior expulsión, junto con el resto de los embriones vivos, ya desarrollados.

#### No placentarios
En las rayas es común otra forma de viviparismo que probablemente también se da en el tiburón tigre, en ella los embriones reciben alimento de la madre pero no a través de la placenta: en el interior del útero los huevos telolecíticos están protegidos por una fina membrana dentro de la cual cada embrión experimenta su desarrollo; parece ser que la sustancia nutritiva es excretada por el útero y absorbida por los embriones que así complementan la nutrición proporcionada por el vitelo. Los tiburones tigre dan a luz entre diez y ochenta crías de 6 – 7 dm cada una. En los carcarrínidos y peces martillo el embrión además del saco vitelino posee branquias externas que le permiten absorber oxígeno y posiblemente nutrientes suplementarios, estas branquias externas se reabsorben posteriormente. Durante el tercer o cuarto mes el saco vitelino se transforma en una placenta. Los nutrientes y el oxígeno pasan entonces directamente de la madre al embrión a través de la placenta y del cordón umbilical; los productos de desecho recorren el camino inverso. En las especies vivíparas los embriones están envueltos en la membrana del huevo y se disponen en diferentes compartimentos del útero. La cantidad de crías varía desde dos en algunas especies a más de cien en las tintoreras. El periodo de gestación va de nueve a doce meses. Algunas especies (como el pez toro, el marrajo, el cailon, los zorros marinos y probablemente el jaquetón y el peregrino) practican una singular forma de canibalismo intrauterino conocida como oofagia.
Los ovarios de estos tiburones se parecen a los de los peces óseos y contienen muchos óvulos muy pequeños. El primer grupo de embriones que se desarrolla sobrevive a base de alimentarse de las sucesivas series de óvulos que la hembra continua produciendo. En los siguientes estadios de la gestación los embriones presentan un estómago enormemente dilatado lleno de vitelo procedente de los huevos devorados. La cantidad de crías en estas especies es pequeña: de dos a dieciséis

## Diversidad

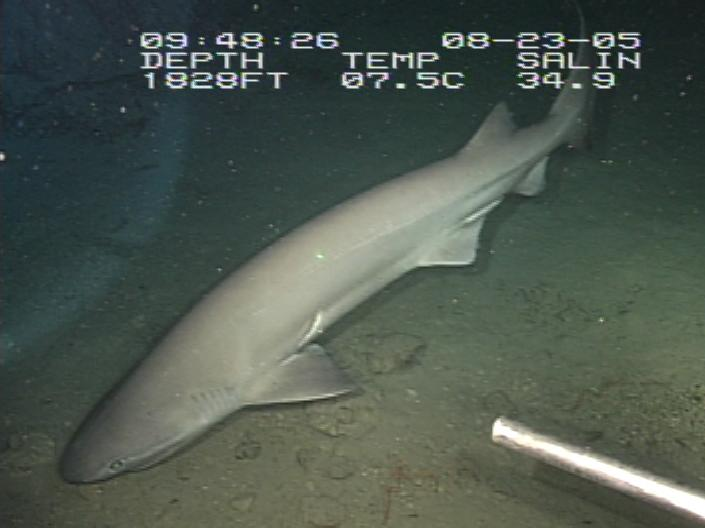
Hexanchus griseus.

| Los Hexanquiformes son tiburones con seis o siete branquias, compuesto por dos familias y seis especies vivas. Se caracterizan por poseer una sola aleta dorsal y carecen de la membrana nictitante. Ejemplos de este orden son el tiburón anguila (Chlamydoselachus anguineus), el tiburón vaca (Notorynchus cepedianus) y el tiburón cañabota (Hexanchus griseus). |

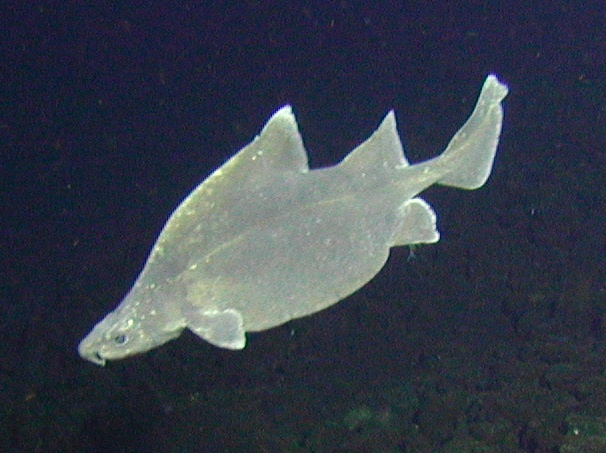
Oxynotus bruniensis.

| Los Squaliformes comprenden 7 familias y 125 especies. Se caracterizan por la ausencia de aleta anal y la membrana nictitante. Poseen dos aletas dorsales (en algunas especies son venenosas). Algunos ejemplos son la mielga (Squalus acanthias), el tiburón pigmeo (Euprotomicrus bispinatus), el cerdo marino (Oxynotus centrina) y el tiburón boreal o de Groenlandia (Somniosus microcephalus), uno de los tiburones más grandes, ya que alcanza los 6 o 7 metros de longitud. |

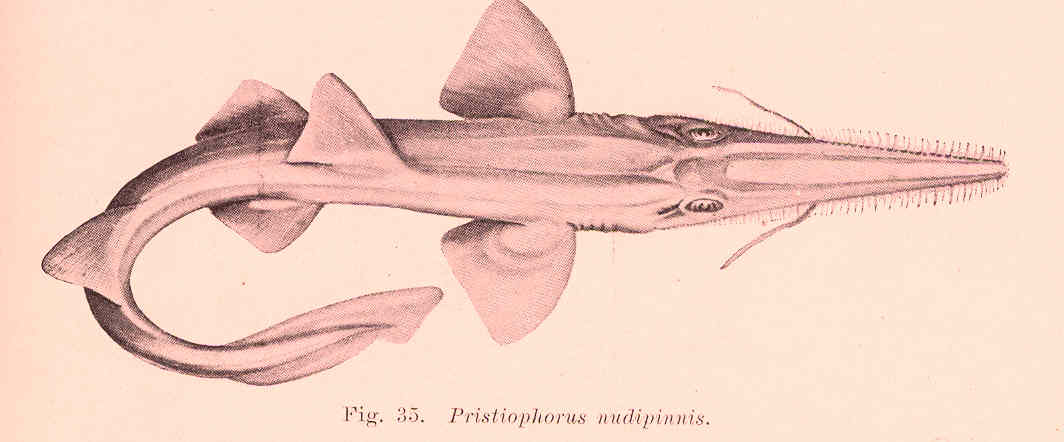
Pristiophorus nudipinnis.

| Los Pristoforiformes incluyen 8 especies en 2 géneros. Son los tiburones sierra (Pliotrema warreni ), todos con un rostro dentado y alargado en forma de serrucho, que utilizan para remover el fondo fangoso o arenoso mientras buscan a su presa, a la cual aturden y cortan con bruscos movimientos de su sierra. Tienen dos pequeñas aletas dorsales y carecen de aleta anal. El tiburón sierra es el único tiburón aparte del tiburón anguila que tiene seis branquias, en vez de las cinco o siete que ordinariamente tienen los otros. |

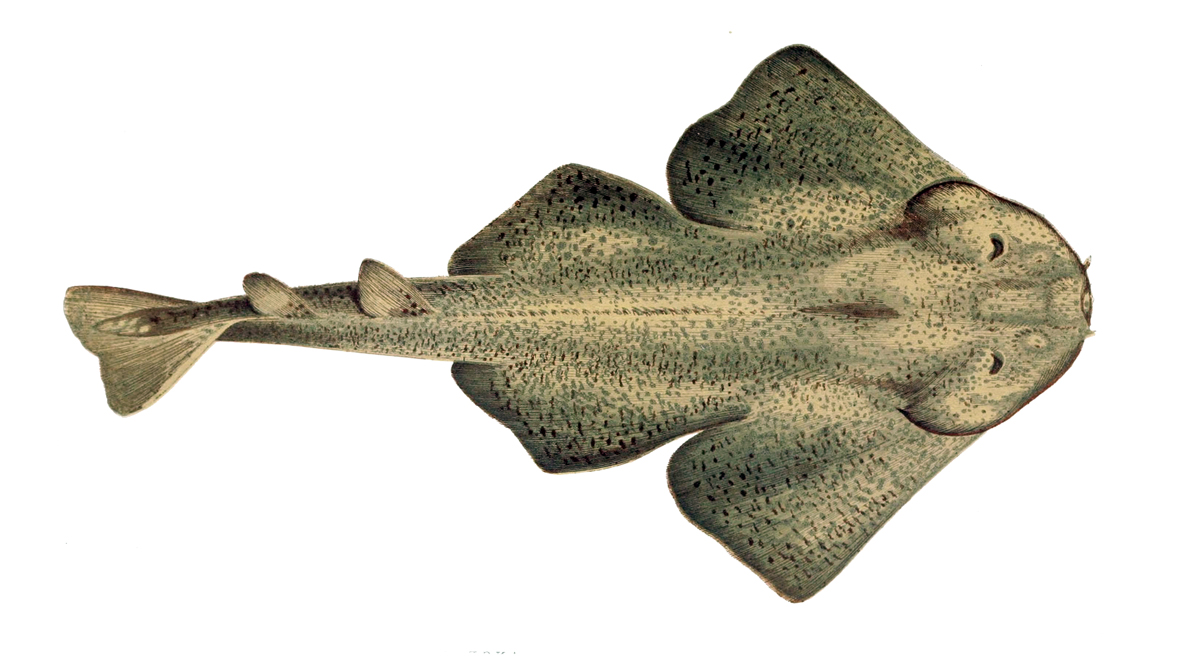
Tiburón ángel (Squatina angelus).

| Los Squatiniformes incluyen 22 especies en un solo género, Squatina, todos con forma aplanada, como el tiburón ángel o angelote (Squatina dumeril), que se alimenta de pequeños peces que encuentra en el lecho marino. Al igual que otros tiburones, sus órganos detectores de electricidad le permiten localizar presas enterradas en la arena. Sus huevos se abren dentro del cuerpo de la madre, que pare crías vivas. |

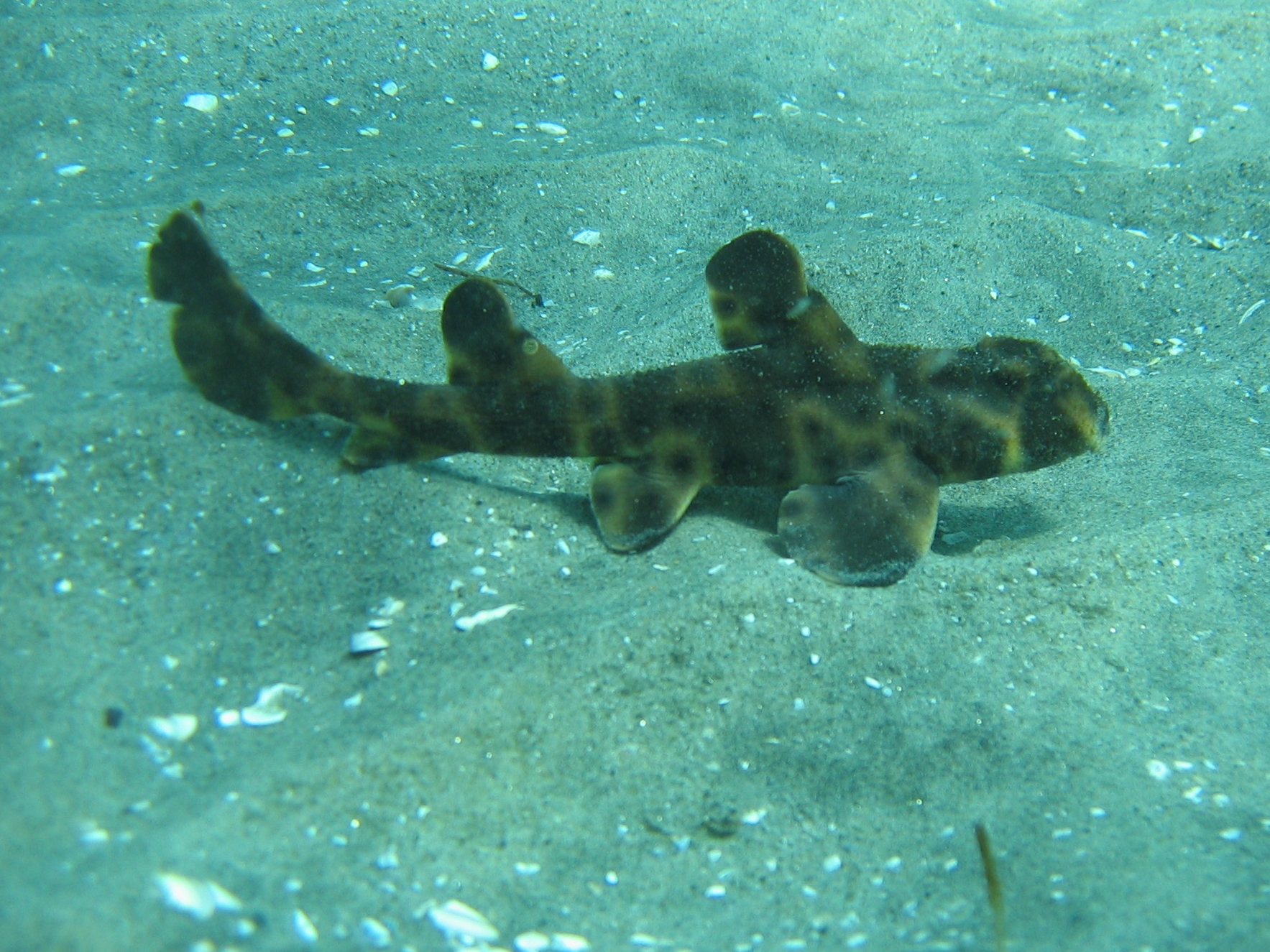
Heterodontus francisci.

| Los Heterodontiformes contienen un solo género y nueve especies, incluyen al suño cornudo (Heterodontus francisci); este tiburón se encuentra en California central, en el Mar de Cortés (México), y probablemente también en Ecuador y Perú. Es sobre todo nocturno, permanece poco activo durante el día. Puede morder si se le acosa. Su hábitat incluye los arrecifes, bosques de algas, rocas, y cavernas en un rango de profundidad que va de los 2 a los 150 m. Los miembros de este género se caracterizan por un morro corto, espinas en las aletas dorsales, cinco hendiduras branquiales y hábitos bentónicos. |

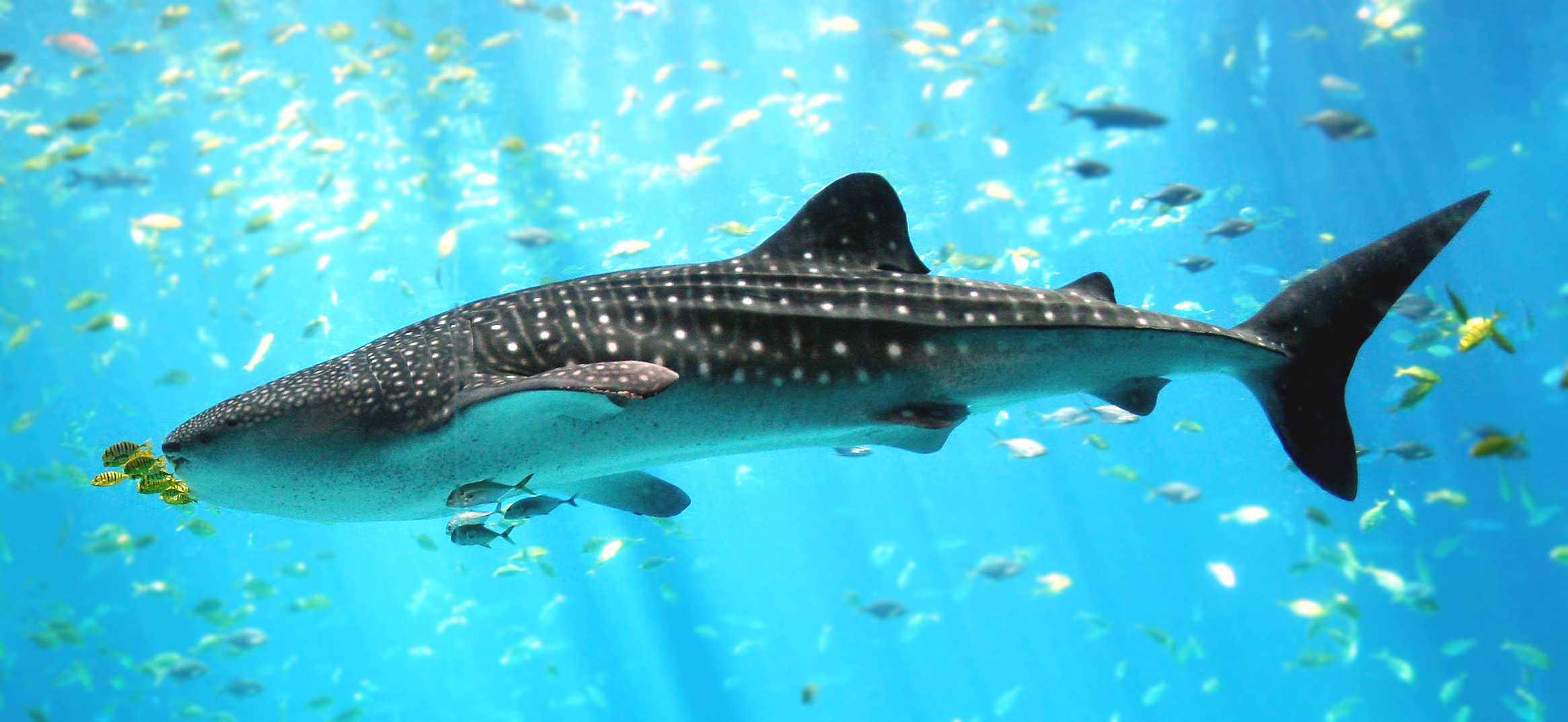
Tiburón ballena (Rhincodon typus).

| Los Orectolobiformes contienen un grupo de 7 familias y 33 especies, tienen aleta anal, no presentan espinas en las dos aletas dorsales, tienen unos barbillones característicos en el borde interno de las narinas. Incluye a los tiburones alfombra (Eucrossorhinus dasypogon ), el tiburón nodriza (Ginglymostoma cirratum) y al mayor de todos los peces, el tiburón ballena (Rhincodon typus). |

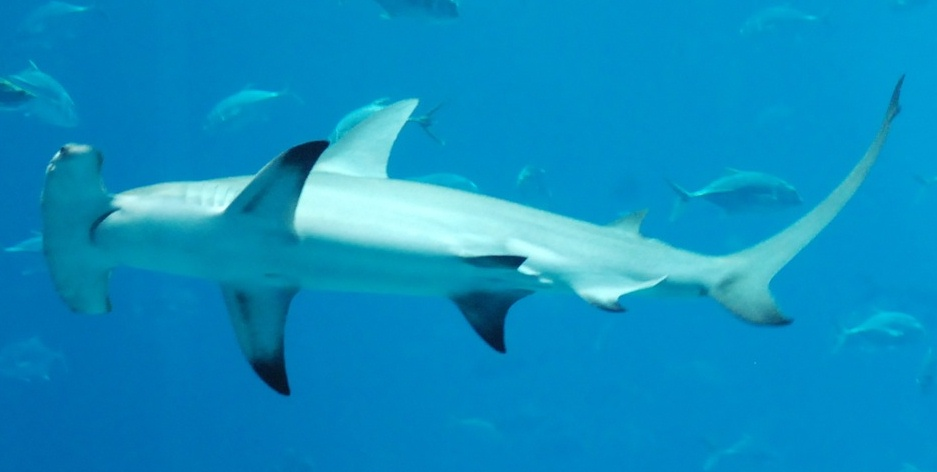
Sphyrna mokarran.

| Los Carchariniformes son el grupo más complejo, cuenta con 197 especies conocidas en ocho familias. Los miembros de este orden presentan dos aletas dorsales sin espinas, cinco hendiduras branquiales, aleta anal, un hocico ancho y redondeado, mandíbulas que se extienden detrás de los ojos y membranas nictitantes. Incluye al tiburón toro (Carcharhinus leucas ), tiburón martillo (Sphyrna mokarran), tiburón tigre (Galeocerdo cuvier), la pintarroja (Scyliorhinus canicula), tiburón gris (Carcharhinus amblyrhynchos), cazón (Galeorhinus galeus), tiburón azul (Prionace glauca) y los tiburones de agua dulce como el tiburón lanza (Glyphis glyphis). |

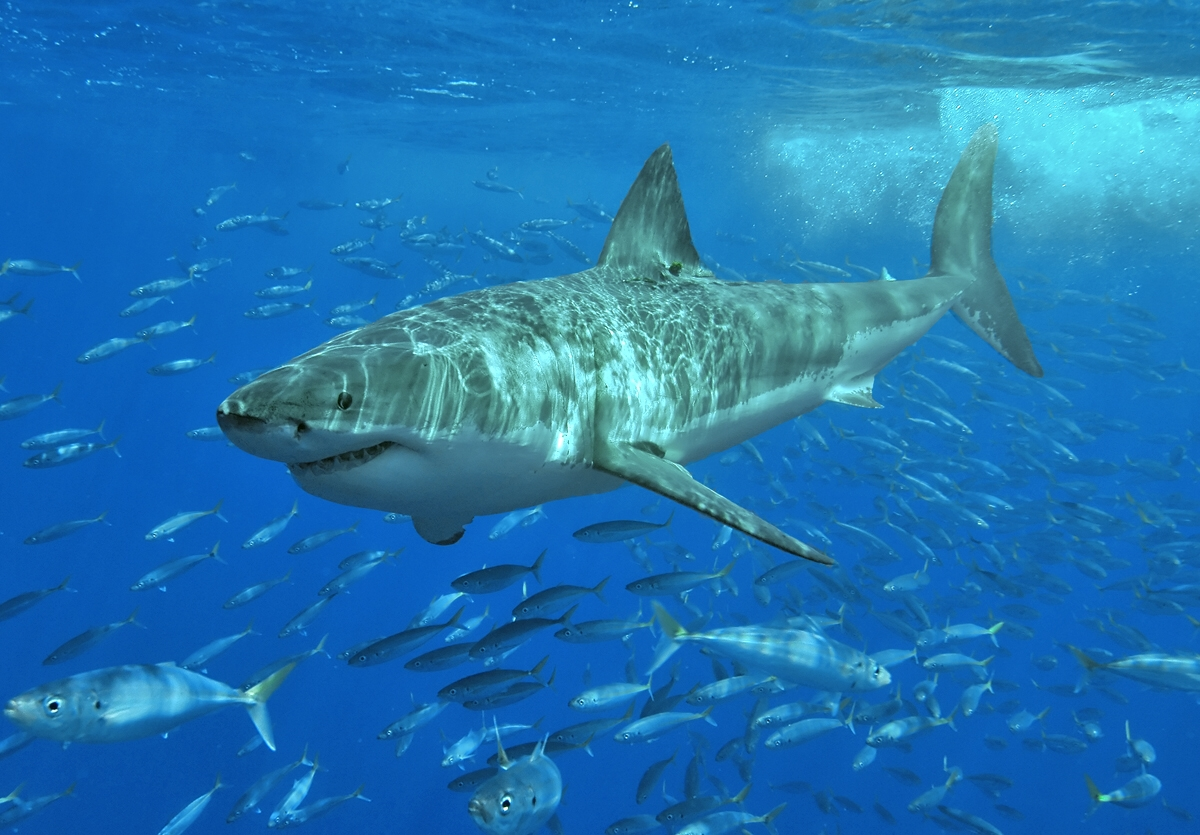
Tiburón blanco (Carcharodon carcharias).

| Los Lamniformes cuentan con 7 familias y 16 especies actuales. Los miembros del grupo tienen dos aletas dorsales sin espinas, cinco hendiduras branquiales, aleta anal, y mandíbulas que se extienden tras los ojos. Incluyen al tiburón mako (Isurus oxyrinchus), el tiburón boquiancho o de boca ancha (Megachasma pelagios), el tiburón azotador (Alopias vulpinus), el tiburón peregrino (Cetorhinus maximus), el tiburón toro (Carcharias taurus) y el gran tiburón blanco (Carcharodon carcharias), Tiburón duende rosado (Mitsukurina owstoni). |

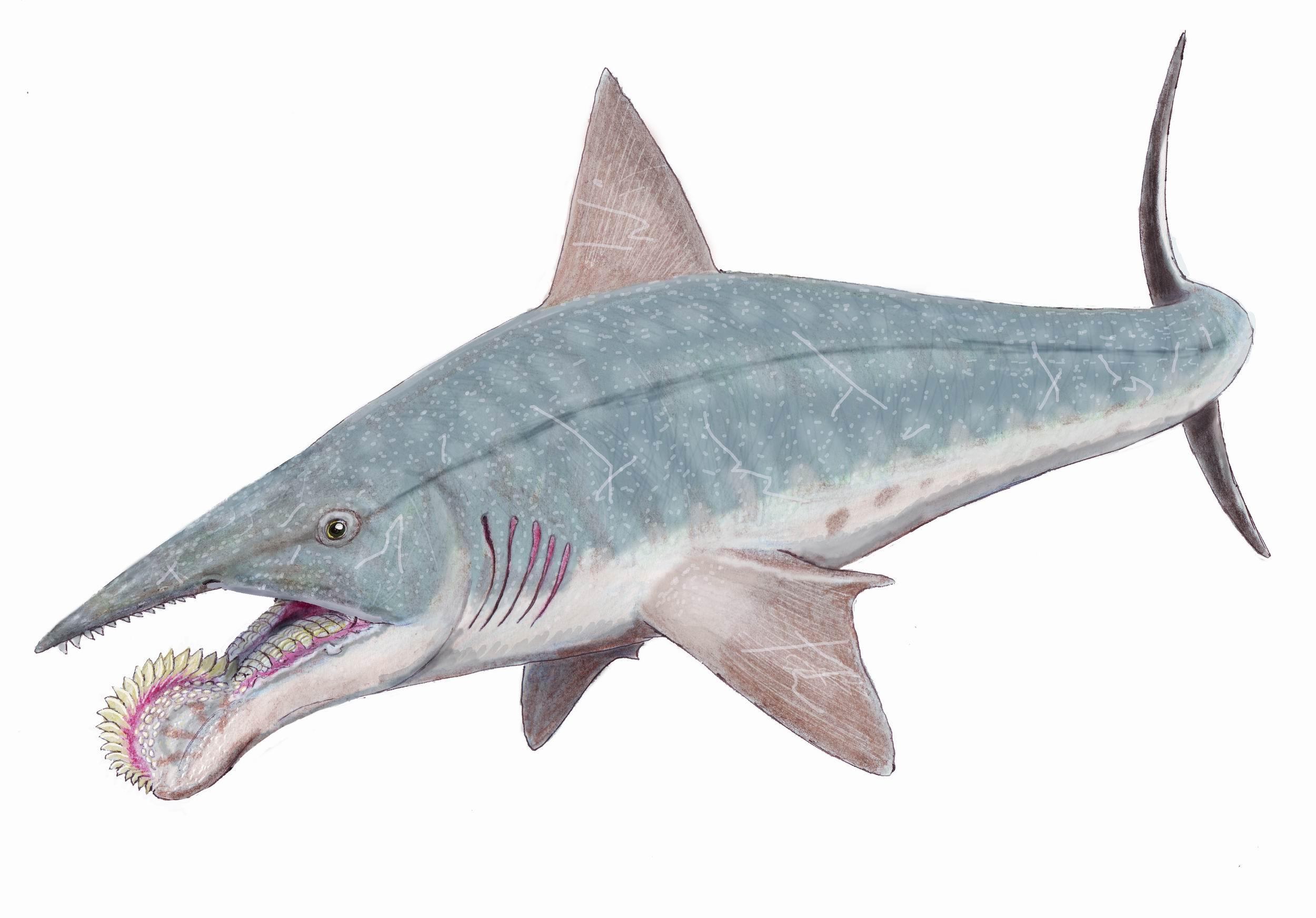
Helicoprion.

| Las afinidades de los eugeneodontiformes son inciertas; algunos autores los clasifican como holocéfalos considerándolos, pues, emparentados con las quimeras actuales, mientras que otros los consideran elasmobranquios, es decir, parientes de los tiburones. Los eugeneodóntidos tenían unas mandíbulas muy diversas y vistosas, desde dientes peculiares como Fadenia, hasta dentición enrollada en espiral como Helicoprion. |

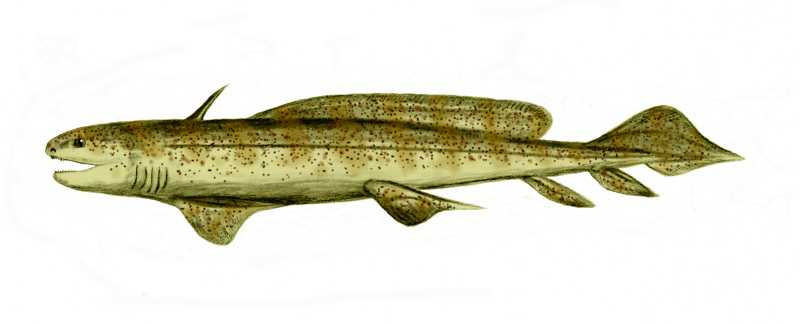
Orthacanthus.

| Los Xenacanthiformes son el segundo orden más primitivo de tiburones; aparecieron hace aproximadamente 400 millones de años, en el periodo Devónico. Tendieron a empezar a tener aleta dorsal. Comenzaron a poblar ríos dentro del antiguo supercontinente de Pangea. La forma de su cuerpo parecía al de los Hexanquiformes. |

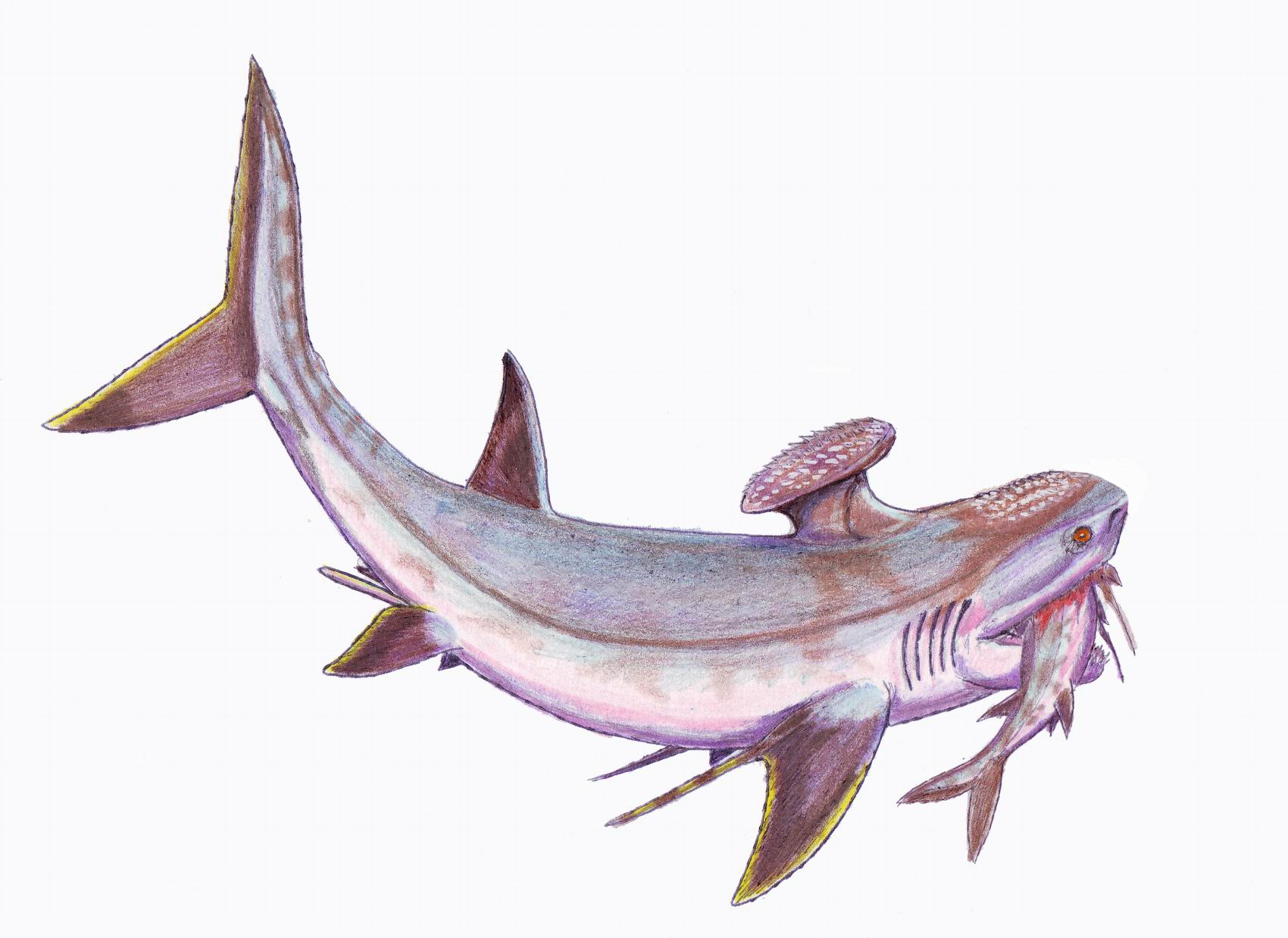
Stethacanthus

| Los sinmoríidos son un orden extinto de tiburones que apareció hace 360 millones de años, en el periodo Devónico y Carbonífero. |

### Híbridos
Un grupo de científicos descubrió tiburones híbridos (especie intermedia, aparentemente mejor adaptada para adaptarse al cambio climático). Se descubrieron 57 tiburones híbridos a lo largo de Queensland y Nueva Gales del Sur, (Australia).
Los tiburones híbridos son un cruce entre el tiburón de punta negra común (no habita en Australia) y el tiburón de punta negra australiana, dos especies relacionadas pero genéticamente distintas.
El tiburón de punta negra australiano es más pequeño que su primo y vive en aguas tropicales, pero se encontraron los híbridos hacia el sur, donde la temperatura del mar es mucho más fría.
Los investigadores aseguraron que se trata de un signo de adaptación al cambio climático, ya que los especímenes híbridos son más resistentes y fuertes. Aunque los investigadores afirman que los tiburones híbridos son numerosos y podrían sustituir poco a poco a sus padres, por el momento no se ha registrado dicho cambio.

## Origen
Los tiburones aparecieron en el planeta en el periodo devónico. El primer ejemplar fósil fue reconocido como Cladoselache. La estructura cartilaginosa de estos peces produjo una fosilización deficiente, lo que hizo que la siguiente escala evolutiva sea Hybodus, durante el periodo carbonífero, o en el Helicoprion, que poseía una extraña mandíbula espiral muy poco frecuente.
Las especies más próximas a los tiburones actuales surgen en el periodo jurásico, evolucionando en tamaño y poder, para competir con los enormes reptiles marinos. Así surge el Otodus megalodon, un pez de hasta quince metros de largo y veinte toneladas de masa, que pudo tener algún contacto con el ser humano, pues según algunos científicos su desaparición se cifra hace unos 12 000 años. En las mandíbulas fósiles de estos seres caben hasta cinco personas adultas, y se han encontrado dientes del tamaño de una mano humana.
En 1968, James F. Clark publicó un artículo titulado Serpents, Sea Creatures and Giant Sharks, donde afirmaba la existencia del megalodon en los mares contemporáneos y no como variante del tiburón blanco. Peter Mathiessen en su libro Blue Meridian: The Search of the White Shark también apoyaba esta tesis, mientras que Gilbert Whitley apuntaba a una extinción muy reciente de la especie en The Fishes of Australia, Part 1: The Sharks. El debate como el de David G. Stead ha llegado a extremos, quien interpreta los testimonios de pescadores australianos en torno a gigantescos escualos superiores en tamaño a cualquier tiburón blanco como pruebas de la supervivencia del megalodon en Sharks and Rays of Australian Seas. En esta última obra se mezclan realidad y leyenda y se diluye la demostración científica.
Entre el mito y la realidad, la existencia actual del megalodon responde más a un deseo de mantener vivo el misterio de las profundidades. La única evidencia científica se relaciona con su existencia pasada, a través de las mandíbulas y dientes fósiles encontrados y popularizados a través de acuarios y museos, dejando el trono del leviatán libre para un ser que existe y ya es aterrador por sí mismo, como el tiburón blanco.

## Evolución

Las principales características de los tiburones. Dibujo de un tiburón, etiquetando las principales características anatómicas, como boca, hocico, nariz, ojos, espiráculo, la espina dorsal de la aleta dorsal, la quilla caudal, abrazadera, surcos labiales, las aperturas branquiales, aletas precaudales: segunda dorsal, anal, pectorales, caudales y la pelvis.

Los tiburones son miembros de la clase Chondrichthyes, la cual incluye también a las rayas y las quimeras. Existen 551 especies de tiburones reconocidas actualmente vivas, distribuidas en 8 órdenes; hay aparte, 7 órdenes extintos.
Los primeros tiburones aparecieron en los océanos hace 400 millones de años, en el Devónico. Los tiburones primitivos tenían formas que no tenían parecido a los actuales; como Helicoprion, con su dentadura en forma de espiral; Orthacanthus, tiburón fluvial; Paleocarcharias, antecesor de los actuales tiburones martillo; Hybodus, tiburón que se alimentaba de animales más grandes que él; Paleospinax, uno de los primeros tiburones en tener una estructura ósea como la de tiburones actuales; Stethacanthus, con una estructura en forma de yunque en su espalda; Symmorium, con parecido al Stethacanthus; Protospinax, antecesor moderno de las rayas; Pseudorhina, antecesor de los tiburones ángel; Scapanorhynchus, pariente extinto del actual tiburón duende; Edestus, con dentadura en forma de tijeras; Cretoxyrhina, pariente de Hybodus; Lanma, antecesor del tiburón toro; Cobelodus, con una cabeza pequeña en comparación con el cuerpo; y uno de los más famosos, Otodus megalodon, tiburón de 16 metros, antecesor del gran tiburón blanco, además de varios tiburones no mencionados.
Los tiburones han ido evolucionando y radiando generando especies muy especializadas como los tiburones martillo (Sphyrna lewini).
Hace alrededor de 100 millones de años surgieron los tiburones modernos. Algunos, como Otodus megalodon el cual, como todo otro tiburón extinto, es conocido por sus dientes (los únicos huesos encontrados en estos peces cartilaginosos y, por lo tanto, los únicos fósiles producidos). Una primera reproducción de la mandíbula basada en algunos de los mayores dientes dio como resultado que el pez podía tener hasta 36 m de longitud; los cálculos se revisaron posteriormente y se estimó que podía llegar a medir unos 15 m y se convirtió en el mayor cazador de los ya muy abundantes mamíferos marinos.

## Conservación

### Pesca

La captura de tiburones anual se ha incrementado rápidamente en los últimos 50 años.

Los tiburones son pescados comercial y lúdicamente. El ser humano como superpredador ha ido exterminando a estos. Algunos son pescados simplemente por el deporte (el tiburón mako, por ejemplo), otros por alimento (tiburón punta negra, tiburón mako y otros), y algunas especies para otros productos. En el pasado la piel de tiburón era utilizada para los mismos motivos que hoy se utiliza el papel de lija. Los tiburones generalmente alcanzan la madurez sexual lentamente y producen poca descendencia en comparación con otros peces de interés para los humanos. Esto ha causado preocupación entre los biólogos por incremento de esfuerzos aplicados a atrapar tiburones, y muchas especies son consideradas hoy en peligro de extinción.
En la pesca de tiburón, una de las piezas más codiciadas es el tiburón blanco, que ha dado origen a innumerables historias difíciles de corroborar.

### Matanza selectiva
Un programa de matanza de tiburones en Australia Occidental mató a decenas en 2014, en su mayoría tiburones tigre, hasta que fue cancelado después de protestas públicas; pero se mantiene una política en curso de «amenaza inminente» en Australia Occidental por la cual los tiburones que «amenazan» a seres humanos en el océano pueden ser matados. Desde 1962 hasta la actualidad, el gobierno de Queensland ha matado tiburones en gran número, usando líneas de anzuelos cebados, bajo un programa de «control de tiburones» —este programa también ha matado inadvertidamente un gran número de otros animales como delfines. El gobierno de Nueva Gales del Sur también tiene un programa para matar deliberadamente tiburones usando redes. KwaZulu-Natal, un área de Sudáfrica, tiene un programa de matanza de tiburones usando redes y líneas de anzuelos con cebo. Estas redes y líneas de anzuelos han matado a tortugas y delfines y han sido criticadas por no tener resultados probados de eficacia en la protección de las personas. Del mismo modo, tras una serie de ataques a personas, existe un programa de captura de tiburones con redes en Reunión (territorio francés).

### Esfuerzos de conservación
Se estima que 100 millones de tiburones son matados cada año por los seres humanos (debido a la pesca comercial). Los científicos temen que con el tiempo los tiburones puedan extinguirse debido a la actividad humana. Importantes reducciones en las poblaciones de tiburones han sido registradas-algunas especies se han reducido en más del 90% en los últimos 20-30 años, siendo una reducción del 70% para nada inusual. La sopa de aleta de tiburón es una de las principales razones de la disminución de las poblaciones de tiburones. Con el fin de hacer la sopa de aleta de tiburón, las aletas son cortadas de los tiburones todavía vivos y son devueltos al mar para morir una muerte lenta y dolorosa. Debido a que los tiburones se reproducen lentamente, no pueden reconstruir su población.
La mayoría de las pesquerías de tiburones están monitorizadas, por lo que son capaces de matar a millones de tiburones al año - con los prejuicios que conlleva para el ecosistema. Un «santuario de tiburones» es un área que prohíbe la pesca comercial de tiburones. A partir de 2011, cuatro países han firmado santuarios de tiburón en la ley. En 2010, Hawái se convirtió en el primer estado en los Estados Unidos de prohibir la posesión, venta, comercio o distribución de aletas de tiburón. En 2011, el presidente de Estados Unidos Barack Obama firmó la Ley de Conservación de Tiburones. El documental de 2007, Sharkwater expuesto cómo los tiburones son cazados hasta su extinción.
China, Taiwán y Japón se han resistido a la conservación del tiburón.

## Cultura actual
Las mitologías de todos los pueblos reproducen increíbles criaturas marinas que desafían a héroes y guerreros en sus crónicas épicas. Desde el temible monstruo marino del que es salvada Andrómeda por parte de Perseo, hasta la ballena que se tragó literalmente a Jonás en el relato bíblico, todas pueden referirse a criaturas próximas a los grandes escualos, en especial al tiburón blanco. En un texto de mayor rango histórico, Heródoto relata en el siglo V a. C. una batalla entre griegos y persas cerca de Athos, donde muchos soldados fueron devorados por innumerables monstruos marinos. Aristóteles por su parte estudió con cierta precisión y método científico en su Historia Animalium las características biológicas de los tiburones por el año 330 a. C.. Más tarde, sobre el año 77, Plinio el Viejo advertía en su Naturalis Historia sobre los peligros que suponían los peces-perro, denominación empleada para referirse a los tiburones.
Otras costumbres que emparentaban a los escualos y al hombre fueron documentadas ya por Marco Polo en 1298, al referirse a los poderosos mágicos con los que se protegían los pescadores de perlas de Sri Lanka de los ataques de multitud de peces capaces de matar a los hombres que se aventuraban en el mar. Pero en todas las latitudes el tiburón ha sido considerado como un asesino y un enemigo. Los maoríes de Nueva Zelanda utilizaban la caza del escualo como un ritual religioso, mientras que en la Polinesia francesa, islas de Hawái y del Pacífico, estos animales tenían una consideración casi divina, hablándose incluso de hombres-tiburones. La mitología japonesa, así como algunas encarnaciones de dioses hindúes como Vishnú o el folclore de los indios americanos, incluyen también a estos peces en sus ritos religiosos y leyendas.
En Europa, fuentes históricas como las de los viajeros Cristóbal Colón, Fernando de Magallanes, Roger Barlow o el neerlandés Peter Martyn Anglerius incluyen referencias a terribles peces capaces de devorar a un hombre si caía al agua vivo o muerto. El historiador sueco Olaus Magnus escribió en 1555 acerca del peligro que suponía enfrentarse a los denominados peces-perro, denominación proveniente del tiempo de los romanos, aunque la verdadera dimensión del peligro que suponían estos animales se debe a sir John Hawkins, quien expuso un ejemplar en Londres en 1569, acuñando el término inglés shark, que pasó a emplearse con frecuencia, como bien lo demuestra la obra Macbeth (1606), de William Shakespeare, por encima de términos latinos como tiburón o el compuesto dog-fish, reservado para peces de pequeño tamaño.
Inmediatamente los tiburones se convirtieron en objeto de estudio por parte de los científicos, pasando poco a poco del campo de la leyenda al campo de la experimentación. En 1771, Peter Orbeck ya aludía a la dificultad de estudiar estas especies dada su hostilidad, aunque el ictiólogo alemán Marcus Eliezer Bloch publicó entre 1785 y 1795 A Complete Natural History of Fish, obra en la que incluyó unas quince especies conocidas de escualos con detallados dibujos y secciones. Oliver Goldsmith en A History of the Earth and Animated Nature (1774) aumentó ese número hasta treinta, dio datos sobre distribución geográfica de los diferentes tipos de peces y habló de los varios hábitos alimentarios de los mismos. Samuel Maunder en 1852 estableció de forma clara el comportamiento depredador del tiburón y su extraordinaria velocidad. En 1872 el buque Challenger cruzó los océanos durante más de cuatro años cubriendo unos 127.634 km; durante el periplo la expedición catalogó miles de especies marinas, incluyendo tiburones, y descubrió dientes fosilizados de ejemplares extintos como el megalodon.
De todas las especies de escualos, el tiburón blanco es sin duda la gran estrella, popularizado de manera negativa en la novela Tiburón, de Peter Benchley, y en la película homónima, de Steven Spielberg, además de cientos de documentales encabezados por las series de Jacques Cousteau o la National Geographic, así como el largometraje Agua azul, muerte blanca (1971), de Peter Gimbel.